# 盧耀楨
盧耀楨，GBS，JP（1946年9月6日—），前環境運輸及工務局常任秘書長（工務）。

## 簡歷
盧耀楨1966年獲香港理工學院結構工程學高級文憑。1970年在倫敦大學畢業，並於倫敦的Ove Arup & Partners擔任項目工程師，開展其事業。1974年加入香港政府任結構工程師。1973年11月加入香港政府任結構工程師。1980年取得香港大學土木工程理學碩士。1991年2月晉升為總工程師，1994年12月晉升為政府工程師，並於1997年2月晉升為首席政府工程師。1999年9月至2000年8月出任土木工程署署長，2000年8月至2002年8月出任路政署署長。2002年9月至2006年9月出任環境運輸及工務局常任秘書長(工務)。2014年至2015年獲政府委任為香港機場管理局成員。

## 榮譽
- 金紫荊星章 (2006年)
- 非官守太平紳士 (2007年)

| 政府职务      | 政府职务                                           | 政府职务      |
| ------------- | -------------------------------------------------- | ------------- |
| 首任          | 環境運輸及工務局常任秘書長（工務） 2002年 - 2006年 | 繼任： 麥齊光 |
| 前任： 梁國新 | 路政署署長 2000年 - 2002年                         | 繼任： 劉家強 |
| 前任： 待查   | 土木工程署署長 1999年 - 2000年                     | 繼任： 劉正光 |

1. ↑  http://www.info.gov.hk/gia/general/200608/28/P200608280144.htm （页面存档备份，存于） 高層官員任命，２００６年８月２８日